# The Platinum Collection (албум на Енигма)
The Platinum Collection е бокс-сет компилация на немския музикален проект Енигма, който ще бъде издаден на 20 ноември 2009 г. Сетът включва три диска:
1)Greatest Hits включва 17 от най-големите сингъла на групата през годините; 2)Remix Collection, включваща 12 ремикса на песни на групата, а третия диск е озаглавен „The Lost Ones“, където са включени 11 инструментала, които са демо версии на песни от последния студиен албум на групата Seven Lives Many Faces (2008). Към края на 2009 г. от компилацията са продадени около 20 000 хиляди копия.

## Списък с песни
CD 1 – THE GREATEST HITS
1. Sadeness Part 1 (radio edit) – 4:20
2. Mea Culpa (Orthodox Version) – 4:01
3. Principles of Lust (radio edit) – 3:26
4. Rivers of Belief – 4:23
5. Return to Innocence – 4:11
6. Age of Loneliness – 4:17
7. Out from the Deep – 4:32
8. Beyond the Invisible – 4:35
9. T.N.T. for the Brain – 4:03
10. Gravity of Love – 4:00
11. Push the Limits – 3:54
12. Turn Around – 3:55
13. Voyageur – 3:57
14. Boum-Boum (Enigma radio edit) – 3:43
15. Following the Sun (radio edit) – 4:18
16. Seven Lives – 3:47
17. La Puerta del Cielo – 3:32

CD 2 – THE REMIX COLLECTION
1. Sadeness (U.S. Violent Mix) – 5:05
2. Mea Culpa (Fading Shades Mix) – 6:16
3. Principles of Lust (Everlasting Lust Mix) – 5:09
4. Return to Innocence (Long & Alive Version) – 7:07
5. Age of Loneliness (Enigmatic Club Mix) – 6:23
6. Out from the Deep (Trance Mix) – 5:50
7. T.N.T. for the Brain (Midnight Man Mix) – 5:57
8. Gravity of Love (Judgement Day Club Mix) – 6:13
9. Push the Limits (ATB Remix) – 8:31
10. Voyageur (Club Mix) – 6:25
11. Boum-Boum (Chicane Club Edit) – 5:03
12. Dreaming of Andromeda (Jean F.Cochois Remix) – 7:29

CD 3 – THE LOST ONES
1. Lost One – 3:39
2. Lost Two – 2:13
3. Lost Three – 3:34
4. Lost Four – 3:28
5. Lost Five – 2:31
6. Lost Six – 2:17
7. Lost Seven – 4:28
8. Lost Eight – 3:59
9. Lost Nine – 3:22
10. Lost Ten – 2:40
11. Lost Eleven – 3:50